# مسجد فاطمیه
مسجد فاطمیه مربوط به دوره قاجار است و در زارچ، بلوار شهید صدوقی، کوچه شهید زارعی مقدم، پلاک ۱۹ واقع شده و این اثر در تاریخ ۱۵ دی ۱۳۸۷ با شمارهٔ ثبت ۲۴۳۷۲ به‌عنوان یکی از آثار ملی ایران به ثبت رسیده است.